# 클림트 빌라

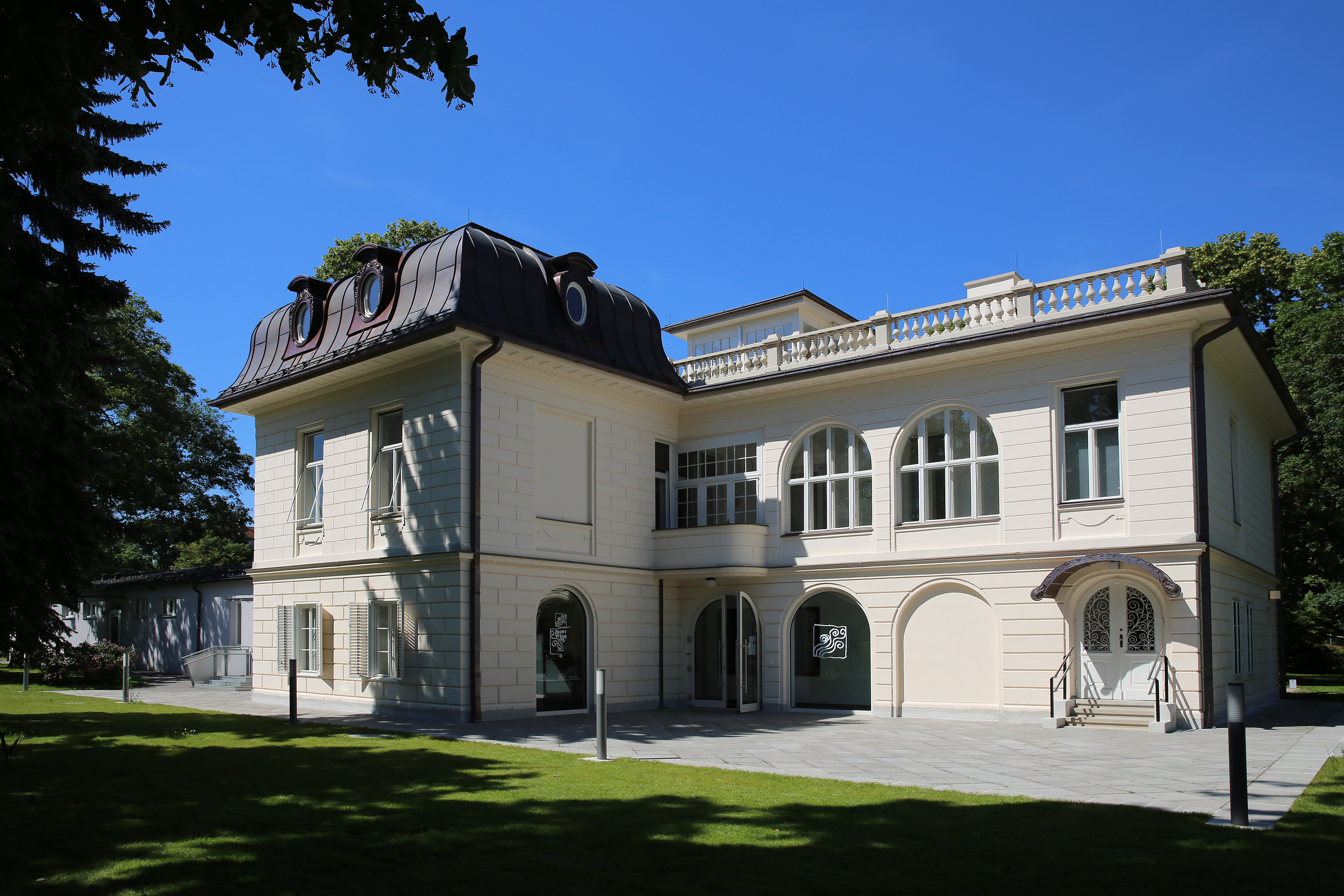
클림트 빌라 (2013)

클림트 빌라 (즉 베르너 빌라)는 화가 구스타프 클림트의 마지막 빈 화실 위에 1920년대 초에 지어진 빈 히칭 구에 위치한 건물이다.
클림트라는 이름과 빌라라는 용어의 연관성은 비역사적이지만, 1990년대 이후로 건물의 보존을 촉진하는 역할을 해왔다. 클림트는 2층짜리 상류층 빌라에 살았던 것이 아니라, 꾸밈없는 단층 시골 오두막집에 살았다.

## 역사

### 클림트의 아틀리에

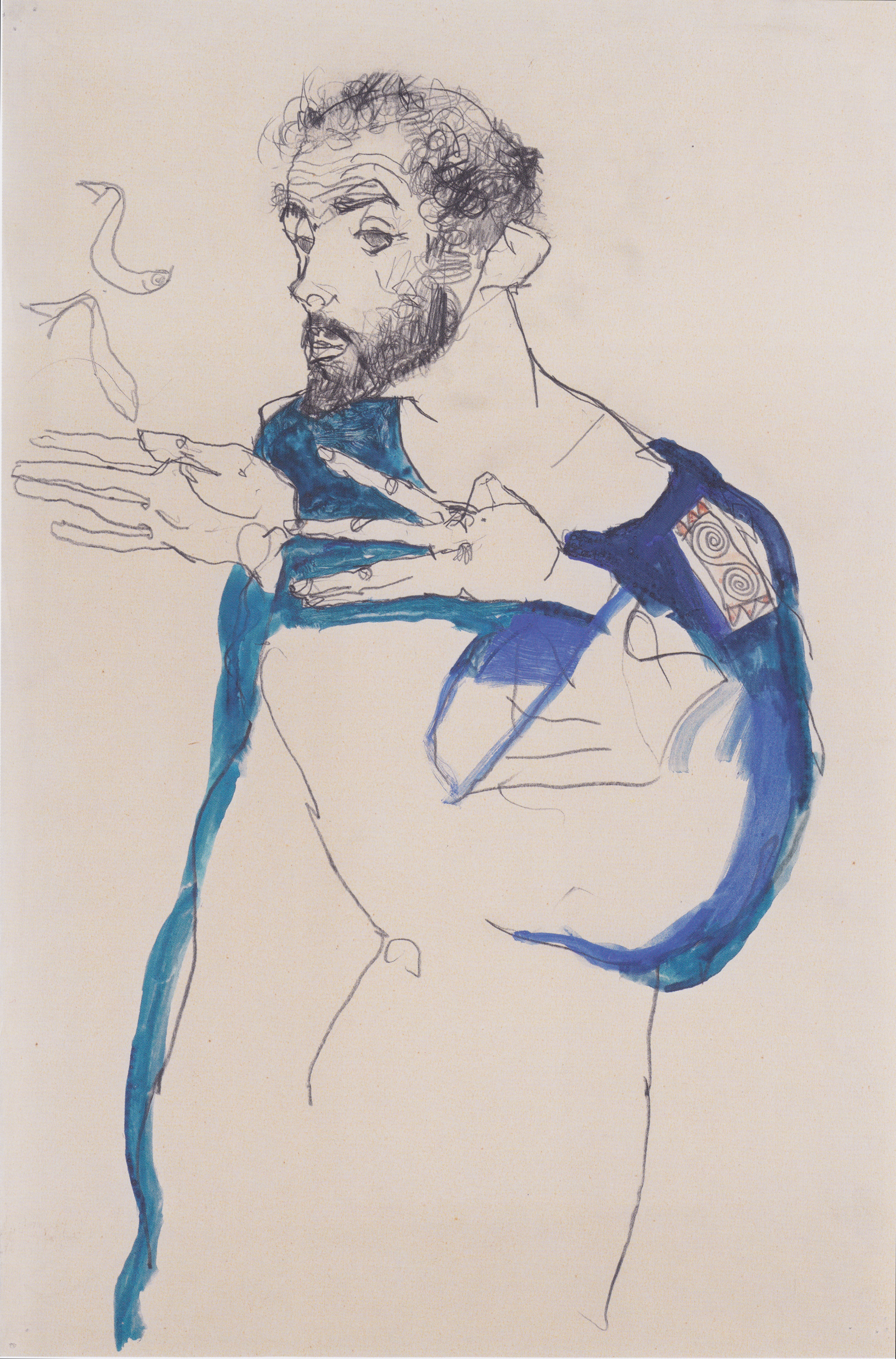
파란색 화가 작업복을 입은 구스타프 클림트, 에곤 실레의 그림 (1913)

헬무트 및 하이데 부쉬하우젠, 마리오 슈바르츠, 게르하르트 바이스헨바허의 건축 연구에 따르면 구스타프 클림트의 마지막 화실(스튜디오)은 1911/1912년부터 1918년까지 사용되었으며, 현재 페트뮐가세 11번지(이전 페트뮐가세 9번지 및 비테가세 15번지)의 2층 건물의 1층으로 통합되었다.
1998년 여름, 허버트 라징거와 게르하르트 바이스헨바허의 추가 연구를 통해 결정적인 증거가 제시되었다. 10년 넘게 지속된 건물의 매각과 철거 또는 보존을 둘러싼 논란의 상당 부분은 이 오랫동안 논쟁이 되어온 사실을 중심으로 전개되었다.
현재 연구 상태에 따르면, 클림트와 그 부동산을 소유했던 가구 제조업자 요제프 헤르만 가문의 친구였던 화가 펠릭스 알브레히트 하르타가 그에게 높은 창문이 있는 단순한 단층 시골집(아르투어 뢰슬러에 따르면)을 스튜디오로 임대할 것을 추천한 것으로 보인다. 클림트는 1911년 8월 26일 주소록 출판사 레만의 편집자에게 다음과 같이 썼다. "현재 저의 주소는 '구스타프 클림트, 화가, XIII번지, 페트뮐가세 9번지이며, 더 이상 VIII번지 요제프슈타트슈트라세 21번지가 아닙니다." 이전에는 1892년부터 1911년까지 요제프슈타트의 요제프슈타트슈트라세 21번지 집의 정원 파빌리온에 그의 스튜디오가 있었다.
1912년 11월, 클림트의 동료 화가 에곤 실레는 클림트가 아버지 같은 친구로 도왔는데, 클림트의 집에서 불과 네 블록 떨어진 히칭거 하웁트슈트라세 101번지에 스튜디오를 임대했다. 레만의 일반 거주지 안내서(Lehmann's Allgemeiner Wohnungs-Anzeiger)에는 1912년부터 1915년까지 클림트가 페트뮐가세(당시 집 번호 9번지) 주소로만 기재되어 있었다. 어머니 안나의 사망 후, 그는 1916년부터 레만에 그녀의 마지막 거주지인 빈 노이바우의 베스트반슈트라세 36번지로 나타났다.
클림트의 작품 목록에는 여름에 아터호에서 활동하지 않았다면 페트뮐가세 집에서 그렸을 것으로 추정되는 약 12점의 그림이 포함되어 있다. 특히, 2011년 11월 뉴욕 경매에서 4040만 달러(2950만 유로)에 팔린 그림 리츨베르크 암 아터제(1914)는 호수에서의 여름 휴가에서 돌아온 후 이곳에서 그려졌다.

### 빌라로의 확장

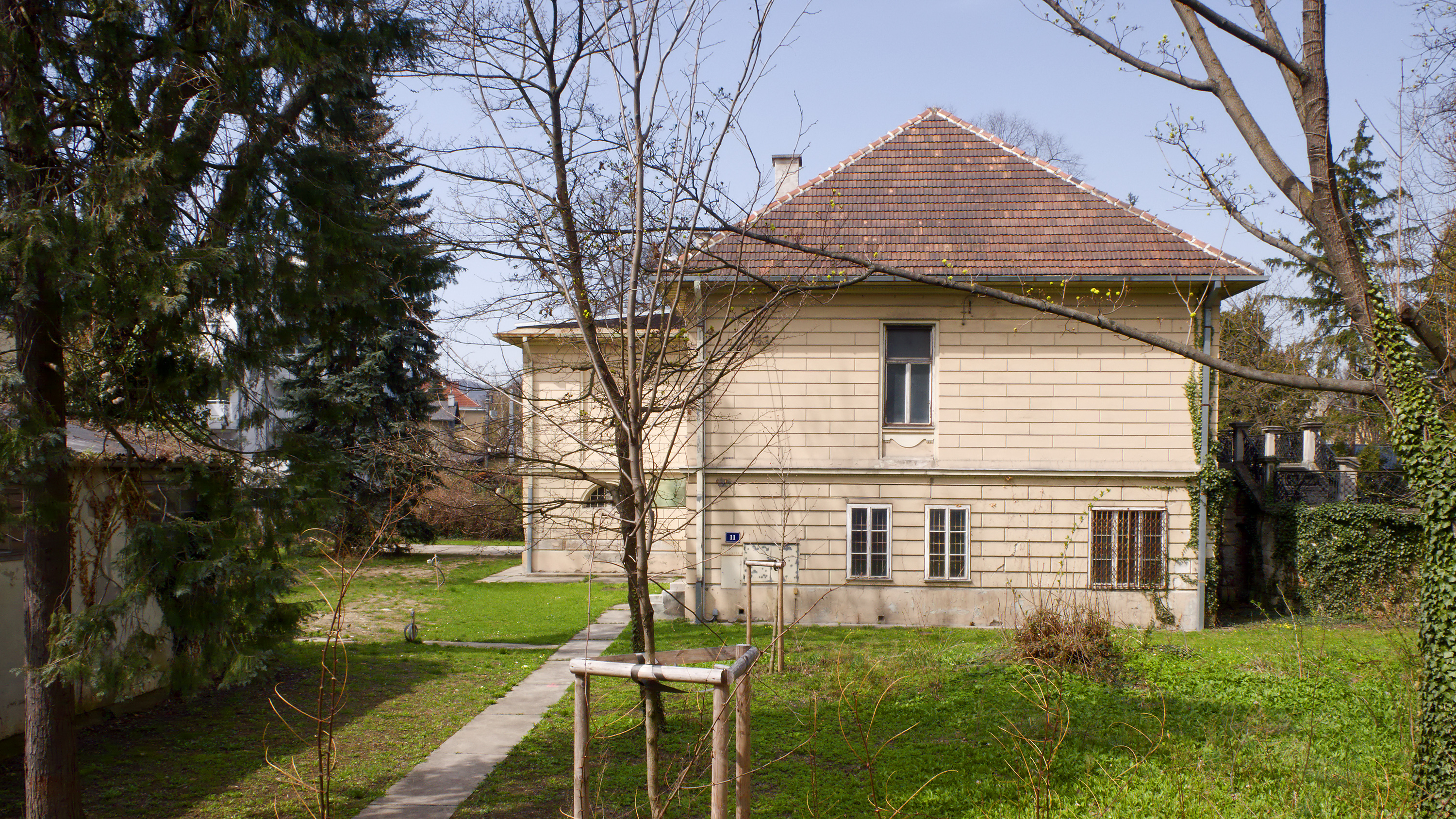
지붕 개조 전 페트뮐가세에서 본 "클림트 빌라" 측면 (2010)

1922년, 문화에 관심이 많았던 헤르만 가족(하르타와 함께 잘츠부르크 페스티벌 창립 과정에 참여하는 등)은 클림트의 마지막 작업장으로 보존된 벽들을 중심으로 빌라를 짓기 시작했지만, 경제적인 이유로 중단해야 했던 것으로 보인다. 요제프 헤르만의 사망 후, 건물은 1922년 현재 유일한 소유주이자 미망인인 헬레네 헤르만에 의해 미완성 건물로 매각되었다.
구매자는 에르네스티네 베르너였고, 그녀는 곧 와인 도매상 펠릭스 클라인과 결혼했다. 그녀는 빌라를 2층짜리 네오바로크 건물로, 당시 제국과 왕실의 향수를 가진 (특히 유대인) 상류 중산층 사이에서 널리 퍼져 있던 "장미 기사의 스타일"의 계단이 있는 건물로 완성했다. 펠릭스 클라인은 레만의 빈 주소록에 1928년에 처음으로, 그리고 1939년에 마지막으로 페트뮐가세 11번지 주소로 기재되었다. (당대 증인 에디트 크로스만(결혼 전 베르너)의 증언은 이러한 분위기 속에서 이루어진 교양 있는 삶에 대한 정보를 제공한다).

### 국유 재산
유대인 클라인 가족은 1939년에 도피해야 했고, 1948년에 반환된 빌라를 1954년에 50만 실링에 오스트리아 공화국에 매각했다. 오스트리아 공화국은 이 건물을 학교 목적으로 사용하고 주변 지역에 현대적인 지상 건물을 추가했다. 2000년 직전, 시민운동은 주로 재정적인 이유로 연방 당국의 건물 매각에 반대했고, 1999년 1월 구스타프 클림트 기념관 협회(Verein Gedenkstätte Gustav Klimt)로 구성되어 스튜디오가 있는 건물 부분과 넓은 정원의 보존을 요구했다. 협회는 2002년부터 2007년까지 국가로부터 무상 사용 계약(Bittleihe)으로 빌라를 받았고, 다양한 문화 행사로 대중에 모습을 드러냈다.

### 논쟁
2007년, 신임 관장 아그네스 후슬라인이 이끄는 오스트리아 벨베데레 미술관은 경제부의 초청으로 박물관 용도로 이 지역을 인수했지만, 클림트 생전의 건축 상태로 되돌리려는 계획이 받아들여지지 않아 2008년 빌라 관리를 포기했다.
"클림트 빌라" 문제에 활발히 참여하는 단체들은 건물의 보존과 공원 보존을 위해 끊임없이 노력했으며, 기존 건물 상태는 1958년에 추가된 박공 지붕을 제외하고 최대한 1923년 상태로 복원되어야 한다고 주장했다. 반면 후슬라인은 건물을 클림트 시대의 상태로 복원하고 네오바로크 빌라 건물의 구성 요소를 제거할 계획이었다. 이에 대해 문서 부족으로 인해 클림트 생전의 건물 디자인을 복원하는 것이 불가능하다는 주장이 제기되었다. 또한, 대부분 보존된 빌라는 빈 유대인 부르주아지의 필수적이고 지금까지 간과되어 온 문화적 업적을 나타낸다는 주장이 있었다.
2007년 빌라 건물의 철거 가능성과 클림트 스튜디오 유적 발굴에 대한 공개 토론은 "비밀" 철거 계획에 대한 보도로 인해 연말에 다시 뜨거워졌다. 2008년 3월, 경제부의 결정은 벨베데레의 선호 프로젝트에 반대하고 빌라 보존 및 1923년 건축 당시의 평평한 지붕이 있는 상태로의 신중한 복원을 찬성했으며, 이는 궁극적으로 기념물 보호 고려 사항에 기반을 두었다.

### 2012년 이후

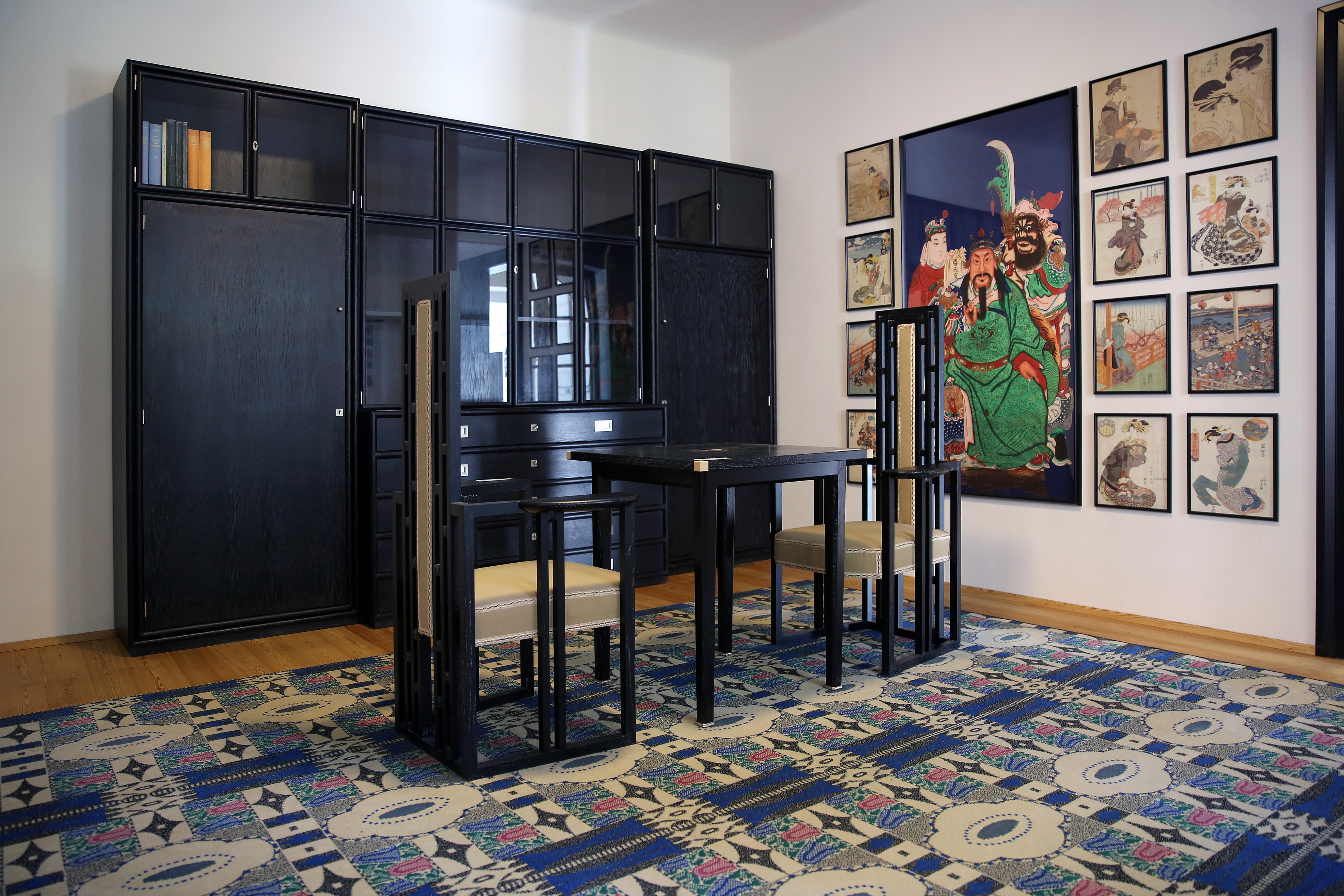
복원된 응접실 (2013)

2008년 경제부는 쿠라토리움 퓌어 퀸스틀러리셰 운트 하일렌데 페다고기크(코메니우스 연구소, 엘리자베트 뢰셀-마이단 소장)에 건물 활용 권한을 넘겨주면서, 구 구스타프 클림트 스튜디오 공간을 기념관으로 대중에 공개해야 한다는 조건을 붙였다.
오스트리아 요새 지휘부는 새로운 사용자의 필요에 따라 두 개의 별채를 리모델링했다. 2009년 코메니우스 연구소는 장애인 작업장을 열었고, 같은 해 빌라는 역사 기념물로 등재되었다. 2010년 새로운 사용자들은 클림트 기념관 운영 개념을 제시하고 필요한 예산을 180만 유로로 추산했다. 리모델링 작업은 2011년 봄에 시작되었으며, 2012년 9월 30일에 방들이 대중에 공개되었다.
1층의 방들은 방문객들이 클림트가 사용하던 당시의 환경을 엿볼 수 있도록 리모델링 및 디자인되었다. 가구 재현은 1918년 모리츠 내르의 사진, 에곤 실레와 오타 키지로의 기록, 현존하는 오리지널 물품 샘플을 바탕으로 했다. 전면부에는 요제프 호프만의 디자인을 바탕으로 한 가구가 있는 응접실이 있으며, 이 가구들은 원래 빈 공방에서 제작되었다(테이블과 의자 재현: 뫼들링 공업 고등학교, 카펫: 요한 바크하우젠 & 아들).

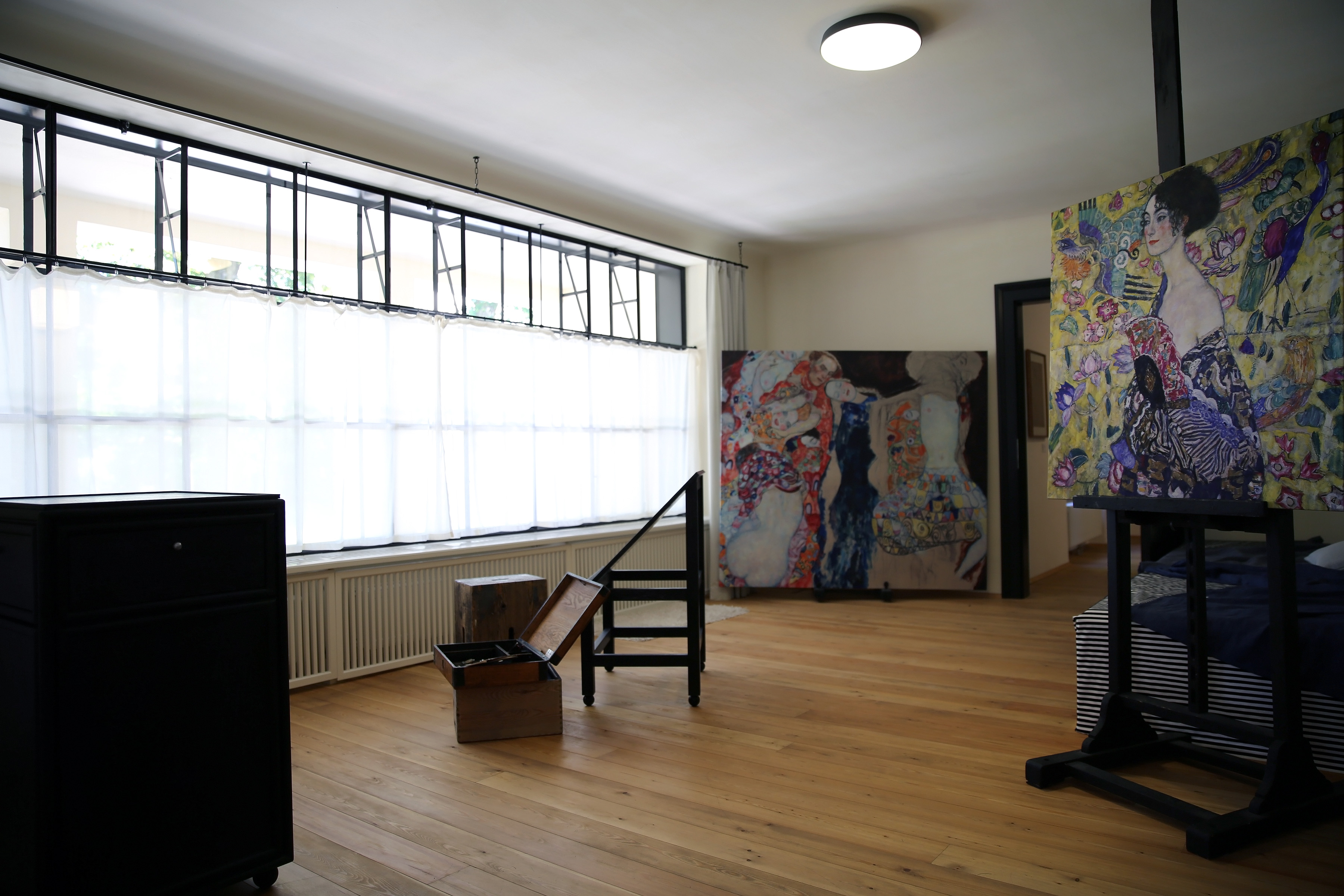
클림트의 복원된 스튜디오 (2013)

네 개의 작은 방 외에도, 정보 패널, 전시품, 그리고 클림트의 여러 그림들이 그의 삶의 이 시기, 특히 그의 모델과 관계를 설명하는 동안, 북쪽에 재건된 스튜디오가 전시의 중심을 이룬다. 내르의 사진에서 볼 수 있듯이, '부채를 든 여인'(1917/18)과 '신부'(1917/18, 미완성) 그림의 복제품도 이젤에 전시되어 있다.

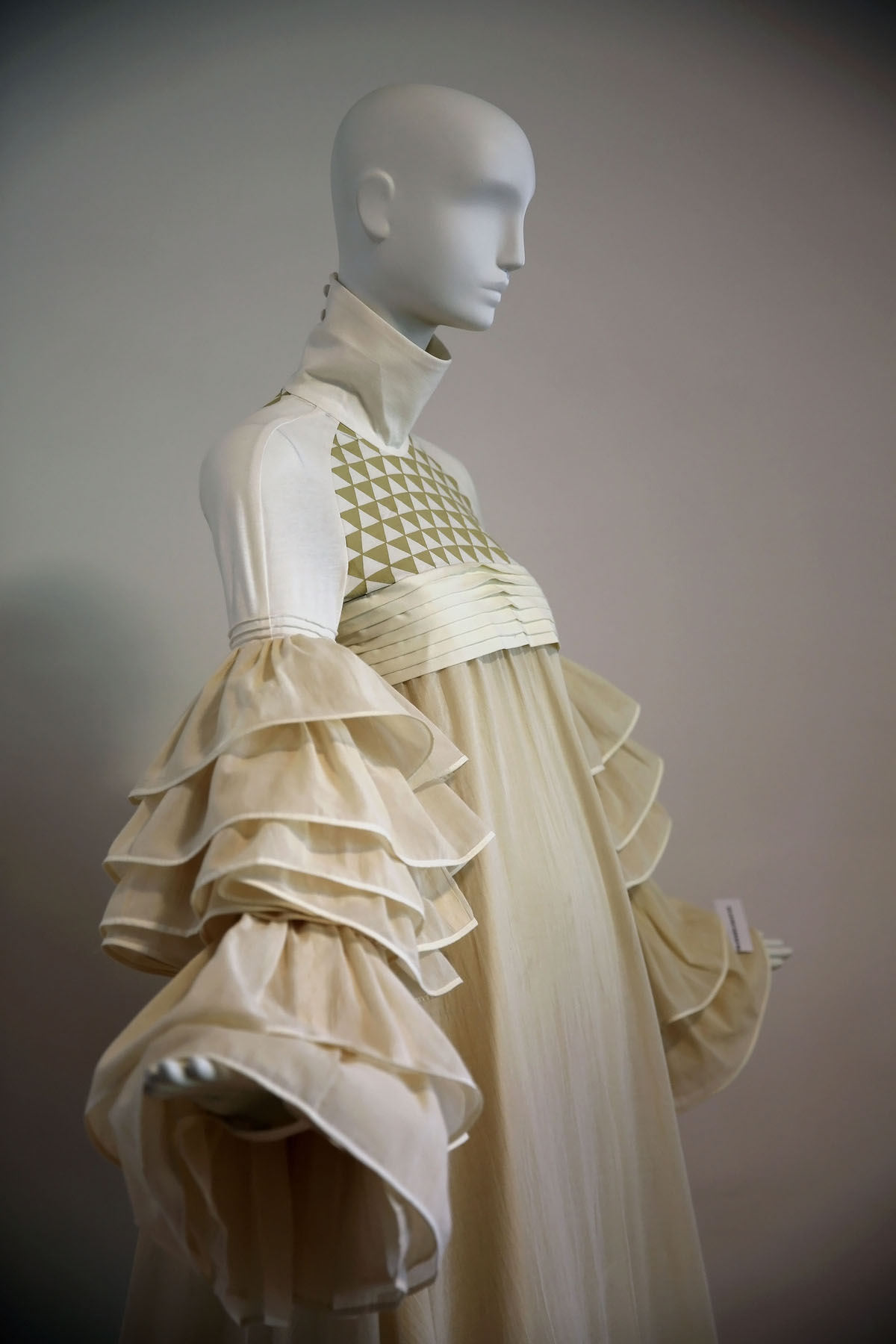
플뢰게 자매의 살롱 디자인에 따른 드레스
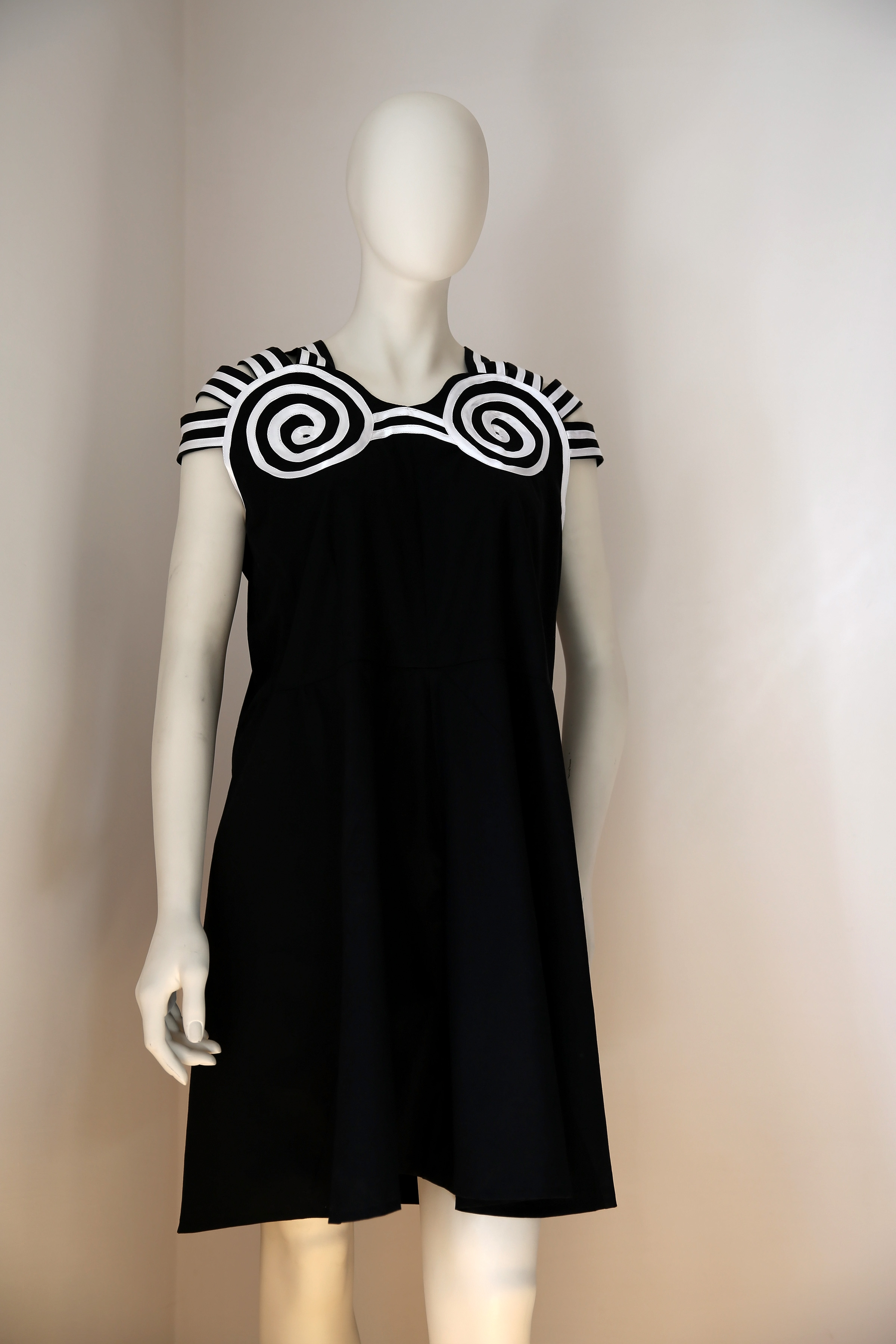
에밀리에 플뢰게의 수영복
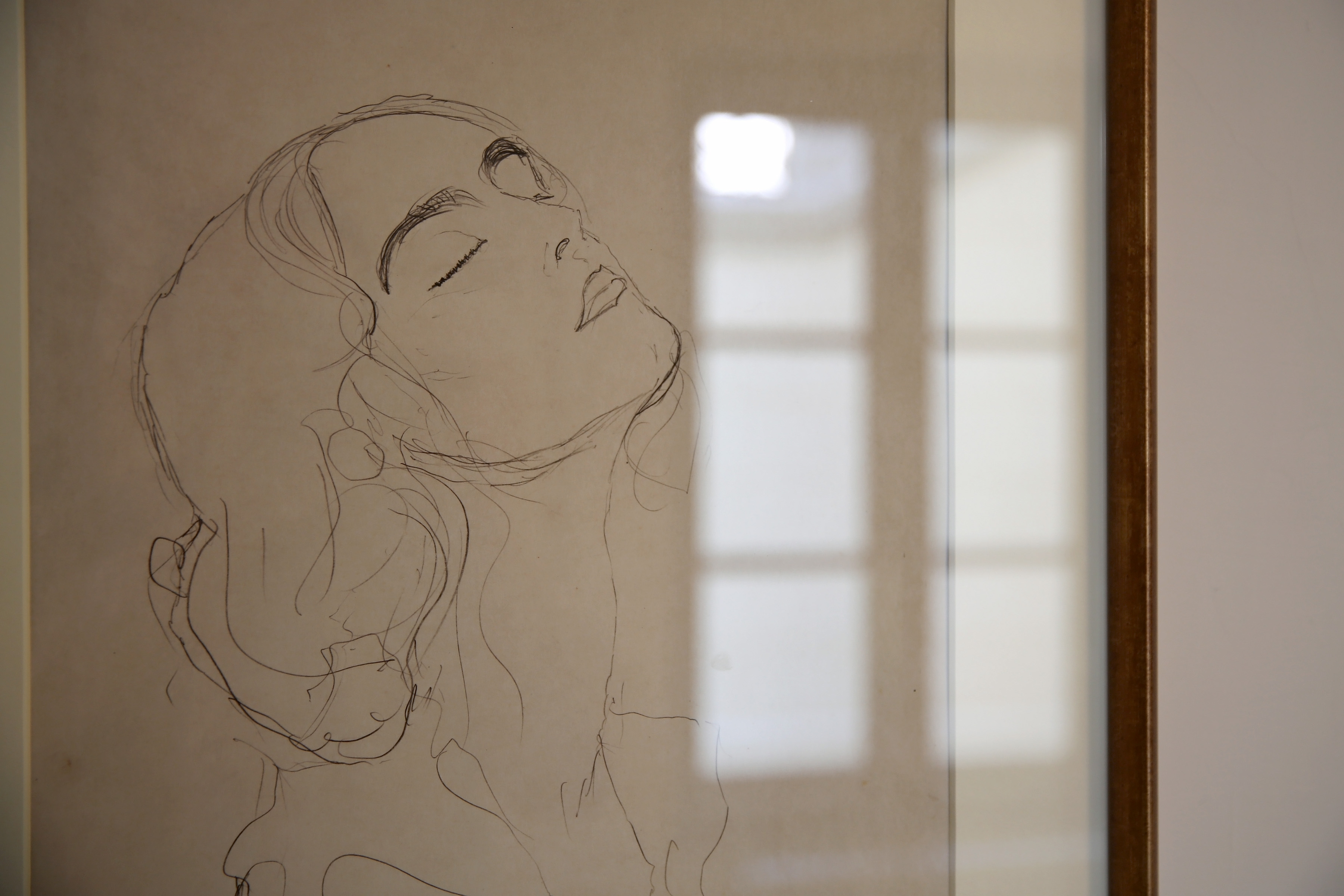
구스타프 클림트: 눈을 감은 소녀의 머리 (1913)
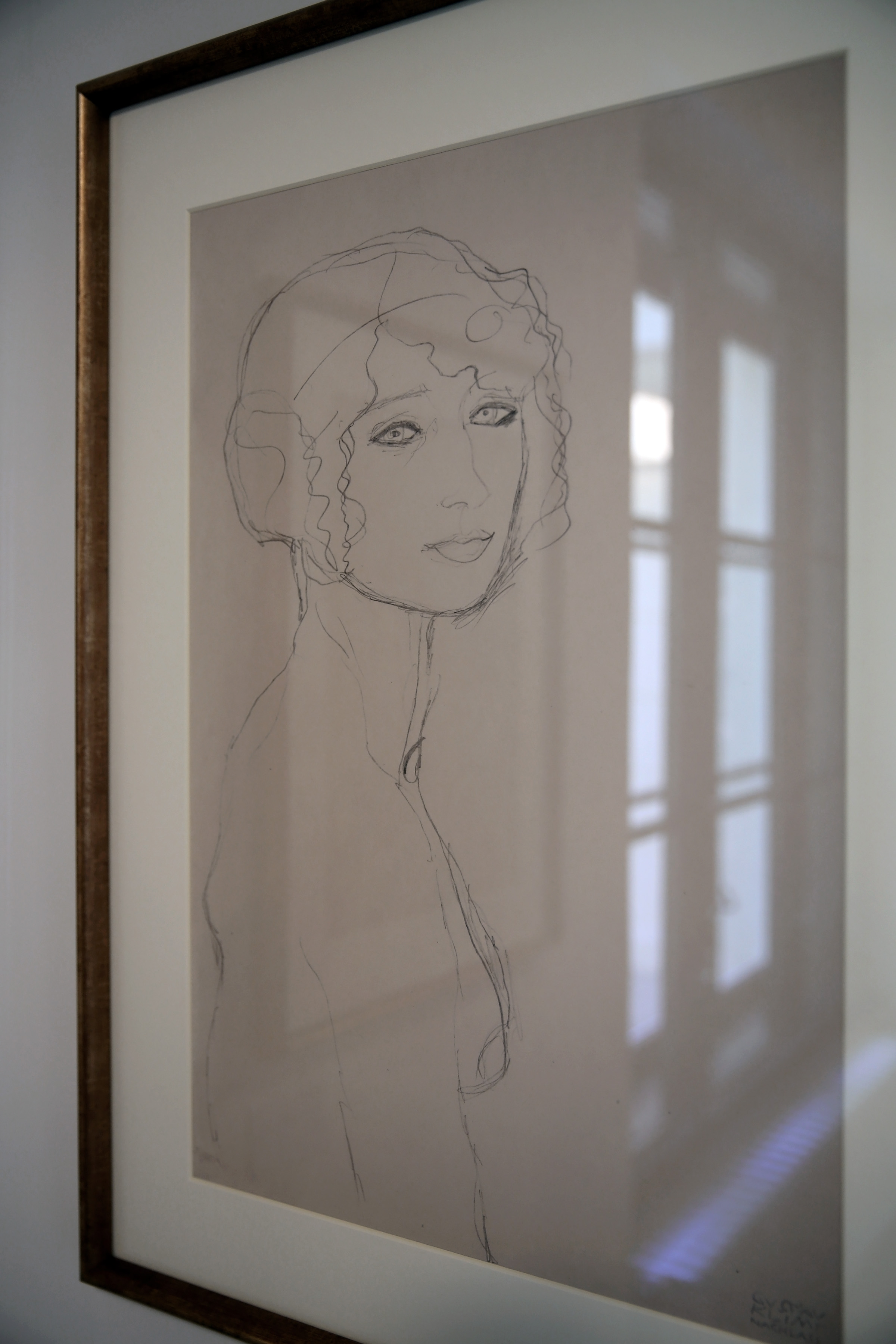
구스타프 클림트: 여성 누드의 흉상 (약 1916)

## 더 읽어보기
- Herbert Rasinger, Gustav Klimts 3. Atelier in Wien XIII, Wittegasse 15/Feldmühlgasse 11; Gerhard Weissenbacher: Anmerkungen zur Baugeschichte des Gustav Klimt-Ateliers; Mario Schwarz: Altkunst – Neukunst; Heide Buschhausen, Helmut Buschhausen: Das Ensemble Klimt-Atelier als Denkmal des Jugendstils jeweils in: Steine Sprechen, 오스트리아 기념물 및 지역 경관 보존 협회([[:de:{{{3}}}|독일어판]]), Nr.112, Vienna 1999, S. 3–9, 13–15, 16–20. (new edition 2000, Nr. 118a)
- 게르하르트 바이스헨바허, "히칭에 지어진 건축물", 빈의 한 지구의 건축과 역사, vol. II (1998년 출판, 2000년 2차 개선판), 547페이지, 835개 삽화, ISBN 3-900518-93-9, 홀츠하우젠 출판사
- 로베르트 슈트라이벨: 클림트 정원이 아직 피어 있을 때 (…). 에디트 크로스만과의 과거 여행. 히칭의 클림트 아틀리에 흔적을 찾아서. Spurensuche, Zeitschrift für Wissenschaftspopularisierung (Kündigungsgrund »Nichtarier«), 11. Jg., 2000, fascicule 1–2. 보관됨 2007-07-25 - 웨이백 머신
- 하이데와 헬무트 부쉬하우젠: 구스타프 클림트 … 그는 고독을 사랑하기 때문에…. Steine sprechen, Österreichische Gesellschaft für Denkmal- und Ortsbildpflege, Nr. 124/125, 41. Jg. fascicule 2–3, Vienna 2002.
- 트레터, 바인호프트, 슈라이어, 베커(편). 구스타프 클림트 아틀리에 펠트뮐가세 1911-1918. 2014, 클림트 재단, 빈.